# Bulbophyllum cocoinum
Bulbophyllum cocoinum es una especie de orquídea epifita  originaria de  	 África. 

## Descripción
Es una orquídea de pequeño tamaño, con hábitos epifita con grupos de pseudobulbos  cónicos, en ángulo que llevan una sola hoja, apical, ligeramente coriácea, estrechamente oblonga a oblanceolada, aguda a acuminada, estrechándose abajo en la base peciolada. Florece en una inflorescencia basal, de  15 a 38 cm arqueada y larga cilíndrica, densa de flores que se producen en el otoño y que es más larga que las hojas y lleva varias a muchas flores perfumadas con olor a coco.

## Distribución y hábitat
Se encuentra en Sierra Leona, Costa de Marfil, Liberia, Ghana, Gabón, Islas del Golfo de Guinea, Camerún, República Centroafricana, Zaire, Angola y Uganda, en las tierras bajas y bosques montanos en elevaciones de alrededor de 400 a 2.000 metros.  

## Taxonomía
Bulbophyllum cocoinum fue descrita por Bateman ex Lindl.  y publicado en Edwards's Botanical Register 23: t. 1964. 1837.
Etimología
Bulbophyllum: nombre genérico que se refiere a la forma de las hojas que es bulbosa.
cocoinum: epíteto latino que significa "de coco", refiriéndose al olor a coco que desprenden las flores.
Sinonimia
- Bulbophyllum andongense Rchb.f.
- Bulbophyllum brevidenticulatum De Wild.
- Bulbophyllum coriscense Rchb.f.
- Bulbophyllum vitiense Rolfe
- Phyllorchis coriscensis (Rchb. f.) Kuntze
- Phyllorkis coriscensis (Rchb.f.) Kuntze[3][4]